# Верея (Рязанская область)
Верея — деревня в России, расположена в Клепиковском районе Рязанской области. Входит в состав Оськинского сельского поселения.

## Географическое положение
Деревня Верея расположена примерно в 12 км к востоку от центра города Спас-Клепики. Ближайшие населённые пункты — деревня Харино к северу, деревня Кобылинка к востоку,  деревня Ценово к югу и деревня Васино к западу.

## История
Деревня указана на картах XVIII в.
В 1847 г. помещиком А.А. Вонлярлярским в деревне была построена Сергиевская церковь с Преображенским приделом.
В 1905 году село входило в состав Верейской волости Рязанского уезда и имело 73 двора при численности населения 460 чел.

## Население
| 1859 | 1906 | 2010 |
| ---- | ---- | ---- |
| 206  | ↗460 | ↘5   |

## Транспорт и связь
Деревня находится у трассы Р105 с регулярным автобусным сообщением.
Деревню Верея обслуживает сельское отделение почтовой связи Оськино (индекс 391036).